# Miguel José Asurmendi Aramendia
Miguel José Asurmendi Aramendia (Pamplona, 6 marzo 1940 – Pamplona, 9 agosto 2016) è stato un vescovo cattolico spagnolo.

## Biografia
Miguel José Asurmendi Aramendia nacque a Pamplona il 6 marzo 1940.

### Formazione e ministero sacerdotale
Nel 1960 conseguì il diploma magistrale. Compì gli studi per il sacerdozio nel seminario salesiano di Barcellona.
Il 5 marzo 1967 fu ordinato presbitero per la Società salesiana di San Giovanni Bosco. In seguito fu insegnante di pianoforte al conservatorio di Valencia dal 1968 al 1969 quando fu inviato a Roma per studi. Conseguì la laurea in filosofia presso l'Università Pontificia Salesiana e nel 1973 ottenne una seconda laurea all'Università di Valencia. Prestò servizio come direttore della Scuola professionale salesiana di Saragozza dal 1972 al 1978; delegato regionale della Federazione spagnola di educazione religiosa (FERE) dal 1975 al 1978; direttore della comunità formativa degli studenti di filosofia a Valencia dal 1978 al 1983; segretario della Conferenza spagnola dei religiosi (CONFER) dal 1980 al 1983 e ispettore dell'ispettoria salesiana di Valencia dal 1983 al 1990.

### Ministero episcopale
Il 27 luglio 1990 papa Giovanni Paolo II lo nominò vescovo di Tarazona. Ricevette l'ordinazione episcopale il 30 settembre successivo dall'arcivescovo Mario Tagliaferri, nunzio apostolico in Spagna, co-consacranti il cardinale Antonio María Javierre Ortas, archivista e bibliotecario di Santa Romana Chiesa, e l'arcivescovo metropolita di Saragozza Elías Yanes Álvarez.
L'8 settembre 1995 lo stesso papa Giovanni Paolo II lo nominò vescovo di Vitoria. Riaprì al culto la vecchia cattedrale di Santa Maria a Vitoria, incorporò le donne in posizioni di responsabilità a livello diocesano e promosse la beatificazione di don Pedro de Asúa, un sacerdote ucciso durante la guerra civile spagnola.
Nel febbraio del 2014 compì la visita ad limina.
L'8 gennaio 2016 papa Francesco accettò la sua rinuncia al governo pastorale della diocesi per raggiunti limiti di età. Continuò a reggere la diocesi come amministratore apostolico fino all'ingresso in diocesi del suo successore, il 12 marzo successivo. Il 5 marzo presiedette una celebrazione eucaristica di commiato e ringraziamento.
In seno alla Conferenza episcopale spagnola fu membro delle commissioni per le missioni e la cooperazione tra le Chiese dal 1990 al 1996, per l'insegnamento e la catechesi dal 1992 al 1993, per il clero dal 1993 al 1999, per l'apostolato secolare dal 1996 al 1999, per l'insegnamento e la catechesi dal 1999 al 2008 e per le missioni e la cooperazione tra le Chiese dal 2008 alla morte.
Morì nella sua abitazione di Pamplona il 9 agosto 2016 all'età di 76 anni per un infarto. Le esequie si tennero l'11 agosto nella cattedrale di Maria Immacolata a Vitoria.

## Genealogia episcopale
La genealogia episcopale è:
- Cardinale Scipione Rebiba
- Cardinale Giulio Antonio Santori
- Cardinale Girolamo Bernerio, O.P.
- Arcivescovo Galeazzo Sanvitale
- Cardinale Ludovico Ludovisi
- Cardinale Luigi Caetani
- Cardinale Ulderico Carpegna
- Cardinale Paluzzo Paluzzi Altieri degli Albertoni
- Papa Benedetto XIII
- Papa Benedetto XIV
- Papa Clemente XIII
- Cardinale Giovanni Francesco Albani
- Cardinale Carlo Rezzonico
- Cardinale Antonio Dugnani
- Arcivescovo Jean-Charles de Coucy
- Cardinale Gustave-Maximilien-Juste de Croÿ-Solre
- Vescovo Charles-Auguste-Marie-Joseph Forbin-Janson
- Cardinale François-Auguste-Ferdinand Donnet
- Vescovo Charles-Emile Freppel
- Cardinale Louis-Henri-Joseph Luçon
- Cardinale Charles-Henri-Joseph Binet
- Cardinale Maurice Feltin
- Cardinale Jean-Marie Villot
- Arcivescovo Mario Tagliaferri
- Vescovo Miguel José Asurmendi Aramendia, S.D.B.